# Louis-Marie-Guy d’Aumont
Louis Marie Guy d’Aumont de Rochebaron (* 5./6. August 1732 in Guiscard; † 20. Oktober 1799 ebenda) war Duc de Mazarin et de La Meilleraye (1747–1781), Duc d'Aumont (ab 1782), Pair de France und Lieutenant général aus dem Haus Aumont.

## Leben
Louis Marie Guy d’Aumont war das dritte Kind und der zweite Sohn von Louis-Marie-Augustin d’Aumont, Duc d‘Aumont, und Victoire Félicité de Durfort de Duras. Er war nach dem Tod seines älteren Bruders Louis (1729–1731) zunächst als Marquis de Villequier bekannt.
Am 2. Dezember 1747 wurde er im Alter von 15 Jahren mit der 12-jährigen Louise-Jeanne de Durfort, Duchesse de Mazarin et de La Meilleraye, Pair de France (* 1. September 1735; † 17. März 1781), verheiratet, der Tochter und Erbin von Emmanuel-Félicité de Durfort, Duc de Duras, und Charlotte Antoinette de La Porte Mazarin. Er nahm den Titel Duc de Mazarin an und wurde durch die Heirat zum Pair de France anstelle seine Ehefrau. Am 2. Oktober 1759 wurde ihr einziges Kind geboren, Louise Félicité Victoire d’Aumont de Mazarin, die spätere Duchesse de Mazarin et de La Meilleraye, die 1777 Honoré Grimaldi (1758–1819) heiratete, den späteren Titular- und ab 1814 regierenden Fürsten von Monaco (die Ehe wurde 1793 geschieden).
In seiner militärischen Laufbahn erhielt er 1748 zunächst ein Kavallerieregiment der Truppen des Boulonnais und diente im selben Jahr im Österreichischen Erbfolgekrieg als Freiwilliger bei der Belagerung von Maastricht (15. April–7. Mai 1748).
Im Siebenjährigen Krieg (1756–1763) nahm er am Feldzug von 1757 teil und wurde auf Befehl vom 1. März zum Aide-maréchal-général des logis surnuméraire der Deutschlandarmee ernannt. Er war bei der Schlacht bei Hastenbeck (26. Juli 1757), der Einnahme von Minden und Hannover, dem Lager von Kloster Zeven (Herbst/Winter 1757/58, vgl. Konvention von Kloster Zeven) und dem Marsch auf Celle dabei. Am 15. Januar 1758 wurde er Oberst des Infanterieregiments d’Aumont, das er beim Rückzug aus dem Kurfürstentum Hannover und in der Schlacht bei Krefeld (23. Juni 1758) im selben Jahr kommandierte. Am 18. Oktober 1758 kam er an der Spitze des ersten Bataillons seines Regiments den Truppen unter dem Kommando von Charles Louis d’Albert de Luynes, Herzog von Chevreuse zu Hilfe. Ende des Jahres wurde er zum Ritter im Ordre royal et militaire de Saint-Louis ernannt und am 7. Januar 1759 vom König in den Orden aufgenommen. Er kommandierte sein Regiment in der Schlacht bei Minden (1. August 1759), dem Gefecht bei Korbach (10. Juli 1760) und der Schlacht bei Warburg (31. Juli 1760); am 20. Februar 1761 wurde er zum Brigadier ernannt.
1762 machte er den Feldzug in Spanien mit, wo er bei der Belagerung der Festung von Almeida (16.–25. August 1762) eingesetzt wurde. Am 21. Dezember 1763 wurde er zum Maréchal de camp ernannt, nachdem ihm das zugehörige Patent bereits am 25. Juli 1762 zugesandt worden war, und gab daraufhin sein Regimentskommando ab.
Nach dem Tod seines Vaters am 15. April 1782 wurde er Duc d‘Aumont mit dem dazu gehörenden Pairsrang. Er wurde als Maréchal de camp der 11. Militärdivision, die aus Soldaten aus den späteren Departements Gironde, Landes und Basses-Pyrénées bestand, abkommandiert, blieb aber in Paris.
Nach dem Ausbruch der Revolution wurde er am 20. Mai 1791 zum Lieutenant général ernannt. Am 20. Juni 1791, dem Tag der Flucht nach Varennes, stand er als Divisionschef der Pariser Nationalgarde an der Spitze des Wachbataillons bei Ludwig XVI.; er wurde daher vom Volk verdächtigt, an der Flucht des Königs beteiligt gewesen zu sein, verhaftet und im Hôtel de Ville eingesperrt, kurz darauf jedoch freigelassen. Unmittelbar darauf kündigte er seinen Posten in der Nationalgarde und protestierte gegen die Gewalt, die gegen den König ausgeübt wurde; der Protest wurde in ganz Paris ausgehängt. Er wurde zum Lieutenant-général von Flandern und Kommandeur von Lille ernannt.
Louis Marie Guy d‘Aumont de Rochebaron schloss nach dem Tod seiner Frau die Ehe mit Marie Louise Jeanne Klein († 1824). Er starb am 20. Oktober 1799. Die Herzogstitel Mazarin und La Meilleraye seiner ersten Frau hatte bereits seine Tochter geerbt, den Titel des Herzog von Aumont erbte nun sein Bruder Louis-Alexandre-Céleste d’Aumont (1736–1814).